# Димитрова къща
Димитровата къща (на гръцки: Αρχοντικό Γ. Δημητρίου) е възрожденска къща в град Костур, Гърция.

## Местоположение
Къщата е разположена в южната традиционна махала Долца (Долцо) на улица „Пихеон“ № 6.

## История
Сградата е построена в XIX век. Известна е и като Суковата къща (Αρχοντικό Σούκου). В 1965 година сградата е обявена за паметник на културата.

## Архиектура
Къщата има два етажа. В архитектурно отношение принадлeжи към типа квадратни сгради с вписан кръст. Сградата е запазена в много добро състояние.